# Lijst van Nederlandse deelnemers aan de Olympische Zomerspelen van 1956
Dit is een lijst van Nederlandse deelnemers aan de Olympische Zomerspelen van 1956 in Stockholm. Nederland boycotte de Spelen die later dat jaar in Melbourne gehouden werden.
| Olympiër              | Sport        | Onderdeel            |
| --------------------- | ------------ | -------------------- |
| Alexei Pantchoulidzew | paardensport | dressuur individueel |

Alexei Pantchoulidzew nam als enige Nederlander wel deel, omdat de paardensportwedstrijden een halfjaar eerder werden gehouden.
Deze mensen waren aanvankelijk ook geselecteerd voor de Spelen, maar zouden uiteindelijk nooit deelnemen:
| Olympiër                      | Sport       | Onderdeel                                            |
| ----------------------------- | ----------- | ---------------------------------------------------- |
| Jopie van Alphen              | zwemmen     | 100 m rugslag                                        |
| Hettie Balkenende             | zwemmen     | 100 m vrije slag 400 m vrije slag 4x100 m vrije slag |
| Wim van Beaumont              | hockey      | team                                                 |
| Jacq van den Berg             | zeilen      | Drakenklasse                                         |
| Gerrit Bijlsma                | waterpolo   | team                                                 |
| Henk Bouwman                  | hockey      | team                                                 |
| Jan Buis                      | wielersport | wegwedstrijd ploegachtervolging                      |
| Joop Captein                  | wielersport | wegwedstrijd ploegachtervolging                      |
| Thom van Dijck                | hockey      | team                                                 |
| Fred van Dorp                 | waterpolo   | team                                                 |
| Han Drijver                   | hockey      | team                                                 |
| Wim van Duyl                  | zeilen      | Drakenklasse                                         |
| Puck van Duyne-Brouwer        | atletiek    | sprint                                               |
| Jan-Willem van Erven Dorens   | hockey      | team                                                 |
| Cocky Gastelaars              | zwemmen     | 100 m vrije slag 4x100 m vrije slag                  |
| Max van Gelder                | waterpolo   | team                                                 |
| Ab van Grimbergen             | hockey      | team                                                 |
| Ada den Haan                  | zwemmen     | 200 m schoolslag                                     |
| Dini Hobers                   | atletiek    | hoogspringen                                         |
| Willem Honnebier              | hockey      | team                                                 |
| Freddie Hooghiemstra          | hockey      | team                                                 |
| Gerard Jurgens                | schietsport | kleiduiven                                           |
| Eef Kamerbeek                 | atletiek    | tienkamp                                             |
| Bert Keulen                   | hockey      | team                                                 |
| Ben Kniest                    | waterpolo   | team                                                 |
| Mary Kok                      | zwemmen     | 400 m vrije slag                                     |
| Joke de Korte                 | zwemmen     | 100 m rugslag                                        |
| Jans Koster                   | zwemmen     | 400 m vrije slag                                     |
| Henk Kraan                    | zeilen      | Sharpies                                             |
| Jacques Kraan                 | zeilen      | Sharpies                                             |
| Gerrit Kristen                | hockey      | team                                                 |
| Harry Lamme                   | waterpolo   | team                                                 |
| Dick Loggere                  | hockey      | team                                                 |
| Nico Luchs                    | waterpolo   | team                                                 |
| Frans Mahn                    | wielersport | wegwedstrijd ploegachtervolging                      |
| Bob Markus                    | zeilen      | Finnjol                                              |
| Charles Marres                | hockey      | team                                                 |
| Wim Mosterd                   | waterpolo   | team                                                 |
| Laurens Mulder                | hockey      | team                                                 |
| Hans Muller                   | waterpolo   | team                                                 |
| Coen Niesten                  | wielersport | wegwedstrijd ploegachtervolging                      |
| Lenie de Nijs                 | zwemmen     | 100 m rugslag                                        |
| Gerard Overdijkink            | hockey      | team                                                 |
| Jan Rol                       | wielersport | wegwedstrijd ploegachtervolging                      |
| Hans Sleeswijk                | zeilen      | Finnjol                                              |
| Frits Smol                    | waterpolo   | team                                                 |
| Piet Steenvoorden             | wielersport | wegwedstrijd ploegachtervolging                      |
| Eddy Stutterheim              | zeilen      | Drakenklasse                                         |
| Peter Swijghuisen Reigersberg | zwemmen     | 100 m rugslag                                        |
| Theo Terlingen                | hockey      | team                                                 |
| Cees van den Tooren           | waterpolo   | team                                                 |
| Henk Visser                   | atletiek    | verspringen                                          |
| Atie Voorbij                  | zwemmen     | 100 m vlinderslag                                    |
| Wim Waalewijn                 | waterpolo   | team                                                 |
| Hans Wagener                  | hockey      | team                                                 |
| Geertje Wielema               | zwemmen     | 100 m vrije slag 4x100 m vrije slag                  |
| Loes Zandvliet                | zwemmen     | 4x100 m vrije slag                                   |
| Eddie Zwier                   | hockey      | team                                                 |